# Eliteserien 1995
La Eliteserien 1995, nota anche come Tippeligaen 1995 per ragioni di sponsorizzazione, fu la cinquantesima edizione della Eliteserien, massima serie del campionato norvegese di calcio. Vide la vittoria finale del Rosenborg, al suo decimo titolo, il quarto consecutivo. Capocannoniere del torneo fu Harald Martin Brattbakk (Rosenborg), con 26 reti.

## Stagione

### Novità
Dalla Eliteserien 1994 vennero retrocessi il Sogndal e lo Strømsgodset, mentre dalla 1. divisjon 1994 vennero promossi lo Strindheim, lo Stabæk, l'Hødd e il Molde, con un conseguente incremento delle squadre partecipanti da 12 a 14.

### Formula
Le quattordici squadre partecipanti si affrontarono in un girone all'italiana con partite di andata e di ritorno, per un totale di 26 giornate. La prima classificata, vincitrice del campionato, veniva ammessa alla UEFA Champions League 1996-1997, mentre la seconda e la terza classificate venivano ammesse alla Coppa UEFA 1996-1997. Il vincitore della Coppa di Norvegia veniva ammesso alla Coppa delle Coppe 1996-1997. Un ulteriore posto veniva assegnato per la partecipazione alla Coppa Intertoto 1996. Le ultime tre classificate venivano retrocesse direttamente in 1. divisjon.

## Squadre partecipanti
| Club        | Stagione | Città        | Stagione 1994                    |
| ----------- | -------- | ------------ | -------------------------------- |
| Bodø/Glimt  | dettagli | Bodø         | 10º posto in Eliteserien         |
| Brann       | dettagli | Bergen       | 6º posto in Eliteserien          |
| HamKam      | dettagli | Hamar        | 8º posto in Eliteserien          |
| Hødd        | dettagli | Ulstein      | 1º posto in 1. divisjon gruppo B |
| Kongsvinger | dettagli | Kongsvinger  | 5º posto in Eliteserien          |
| Lillestrøm  | dettagli | Lillestrøm   | 2º posto in Eliteserien          |
| Molde       | dettagli | Molde        | 2º posto in 1. divisjon gruppo B |
| Rosenborg   | dettagli | Trondheim    | Campione di Norvegia             |
| Start       | dettagli | Kristiansand | 4º posto in Eliteserien          |
| Stabæk      | dettagli | Bærum        | 2º posto in 1. divisjon gruppo A |
| Strindheim  | dettagli | Trondheim    | 1º posto in 1. divisjon gruppo A |
| Tromsø      | dettagli | Tromsø       | 7º posto in Eliteserien          |
| VIF Fotball | dettagli | Oslo         | 9º posto in Eliteserien          |
| Viking      | dettagli | Stavanger    | 3º posto in Eliteserien          |

## Classifica finale
|  | Pos. | Squadra          | Pt | G  | V  | N | P  | GF | GS | DR  |
|  | ---- | ---------------- | -- | -- | -- | - | -- | -- | -- | --- |
|  | 1.   | Rosenborg        | 62 | 26 | 19 | 5 | 2  | 78 | 29 | +49 |
|  | 2.   | Molde            | 47 | 26 | 14 | 5 | 7  | 60 | 47 | +27 |
|  | 3.   | Bodø/Glimt       | 43 | 26 | 12 | 7 | 7  | 65 | 43 | +22 |
|  | 4.   | Lillestrøm       | 41 | 26 | 11 | 8 | 7  | 50 | 36 | +14 |
|  | 5.   | Viking           | 40 | 26 | 12 | 4 | 10 | 55 | 42 | +13 |
|  | 6.   | Tromsø           | 38 | 26 | 11 | 5 | 10 | 53 | 42 | +11 |
|  | 7.   | VIF Fotball (-2) | 37 | 26 | 11 | 6 | 9  | 47 | 44 | +3  |
|  | 8.   | Start            | 34 | 26 | 11 | 1 | 14 | 51 | 52 | -1  |
|  | 9.   | Stabæk           | 33 | 26 | 9  | 6 | 11 | 36 | 40 | -4  |
|  | 10.  | Brann            | 32 | 26 | 9  | 5 | 12 | 40 | 50 | -10 |
|  | 11.  | Kongsvinger      | 29 | 26 | 7  | 8 | 11 | 37 | 54 | -17 |
|  | 12.  | Hødd             | 28 | 26 | 8  | 4 | 14 | 38 | 57 | -19 |
|  | 13.  | HamKam           | 27 | 26 | 8  | 3 | 15 | 33 | 66 | -33 |
|  | 14.  | Strindheim       | 17 | 26 | 4  | 5 | 17 | 36 | 77 | -41 |

Legenda:
      Campione di Norvegia e ammessa alla UEFA Champions League 1996-1997
      Ammessa alla Coppa UEFA 1996-1997
      Ammessa alla Coppa delle Coppe 1996-1997
      Ammessa alla Coppa Intertoto 1996
      Retrocessa in 1. divisjon 1996
Note:
Tre punti a vittoria, uno a pareggio, zero a sconfitta.
Il VIF Fotball ha scontato due punti di penalizzazione.

## Risultati
|             | Ros  | Mol  | Bod  | Lil  | Vik  | Tro  | VIF  | Sta  | Stb  | Bra  | Kon  | Hød  | Ham  | Str  |
| ----------- | ---- | ---- | ---- | ---- | ---- | ---- | ---- | ---- | ---- | ---- | ---- | ---- | ---- | ---- |
| Rosenborg   | –––– | 2-0  | 3-3  | 2-1  | 1-0  | 2-0  | 3-2  | 4-1  | 5-2  | 3-1  | 6-0  | 6-1  | 9-1  | 2-1  |
| Molde       | 2-2  | –––– | 0-3  | 1-2  | 5-4  | 0-7  | 0-1  | 2-1  | 1-0  | 4-2  | 3-1  | 7-2  | 3-2  | 4-1  |
| Bodø/Glimt  | 1-2  | 3-2  | –––– | 3-3  | 6-2  | 1-2  | 2-2  | 1-2  | 0-1  | 3-1  | 2-2  | 4-0  | 5-0  | 3-2  |
| Lillestrøm  | 1-3  | 0-1  | 1-1  | –––– | 4-1  | 5-4  | 1-3  | 3-1  | 2-2  | 1-3  | 3-1  | 6-0  | 2-2  | 3-0  |
| Viking      | 2-2  | 2-2  | 6-0  | 3-1  | –––– | 3-1  | 5-0  | 1-3  | 2-0  | 2-0  | 0-0  | 3-0  | 0-2  | 2-1  |
| Tromsø      | 1-2  | 2-2  | 0-4  | 0-0  | 1-0  | –––– | 2-1  | 1-4  | 2-2  | 2-2  | 8-0  | 4-1  | 4-1  | 1-0  |
| VIF Fotball | 2-1  | 2-2  | 0-4  | 0-0  | 1-1  | 2-1  | –––– | 4-1  | 2-2  | 3-1  | 1-3  | 3-2  | 1-2  | 9-2  |
| Start       | 1-3  | 1-3  | 2-5  | 2-1  | 0-2  | 2-1  | 0-1  | –––– | 4-1  | 1-0  | 6-2  | 0-2  | 1-2  | 4-6  |
| Stabæk      | 2-1  | 3-1  | 4-0  | 0-2  | 2-0  | 0-2  | 0-2  | 1-3  | –––– | 3-0  | 0-0  | 3-1  | 3-1  | 3-0  |
| Brann       | 1-1  | 0-6  | 4-2  | 1-1  | 2-1  | 4-2  | 2-1  | 0-4  | 1-0  | –––– | 1-1  | 1-2  | 4-1  | 4-1  |
| Kongsvinger | 1-1  | 0-2  | 1-2  | 1-3  | 3-4  | 1-1  | 2-2  | 2-0  | 0-0  | 1-0  | –––– | 2-1  | 4-1  | 5-1  |
| Hødd        | 1-4  | 2-2  | 0-0  | 0-1  | 0-1  | 2-3  | 3-0  | 2-1  | 1-1  | 1-0  | 3-0  | –––– | 4-1  | 1-1  |
| HamKam      | 1-3  | 1-2  | 0-6  | 0-2  | 0-5  | 0-1  | 1-0  | 0-0  | 5-0  | 1-3  | 2-1  | 2-1  | –––– | 0-0  |
| Strindheim  | 0-5  | 1-3  | 1-1  | 1-1  | 5-3  | 1-0  | 1-2  | 2-6  | 2-1  | 2-2  | 1-3  | 1-5  | 2-4  | –––– |

## Statistiche

### Classifica marcatori
| Gol |  |  | Giocatore               | Squadra    |
| --- |  |  | ----------------------- | ---------- |
| 26  |  |  | Harald Martin Brattbakk | Rosenborg  |
| 22  |  |  | Petter Belsvik          | Start      |
| 20  |  |  | Ole Gunnar Solskjær     | Molde      |
| 19  |  |  | Stig Johansen           | Bodø/Glimt |
| 18  |  |  | Tore André Flo          | Tromsø     |
| 16  |  |  | Arild Stavrum           | Molde      |